# Javier Mariscal

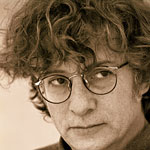
Javier Mariscal.

Javier Errando Mariscal (Valência, 9 de fevereiro de 1950) é um desenhista industrial espanhol. 
Desde 1970 vive e trabalha em Barcelona. Sua linguagem é sintética, de poucos traços e muita expressividade. Depois de seu gesto ingênuo sempre há uma intenção provocadora, que conecta com a gente, comunica e transmite. Começou estudando desenho na escola Elisava de Barcelona mas cedo deixou-a para aprender directamente do meio e para seguir seus próprios impulsos criativos. Seus primeiros passos foram no mundo do comic underground, trabalho que cedo compartilha com a ilustração, a escultura, o design gráfico e o design de interiores.
Em 1979 desenha o logótipo Bar Cel Ona, um trabalho que lhe contribui popularidade. Ao ano seguinte, abre em Valência o primeiro bar assinado por Mariscal, junto a Fernando Salas, o Dúplex, para o que desenha uma de suas mais famosas peças, o taburete Duplex, autêntico ícone dos anos oitenta. Em 1981, seu trabalho como desenhador de mobiliário lhe leva a participar na exposição "Memphis, an International Style", em Milão. Em 1987 expõe no Centro Georges Pompidou de Paris e participa na Documenta de Kassel.
Ao longo da década dos oitenta desenha várias colecções de têxtil para Marieta e Tráfico de Modas e expõe na sala Vinçon de Barcelona. Em 1989 Cobi é eleito como mascote para os Jogos Olímpicos de Barcelona 1992. A mascote foi acolhida com grande polémica por sua imagem de ruptura, ainda que o tempo deu a razão a seu criador, e agora Cobi é reconhecida como a mais rentável da história dos Jogos modernos. Mais adiante viria a série de animação The Cobi Troupe.

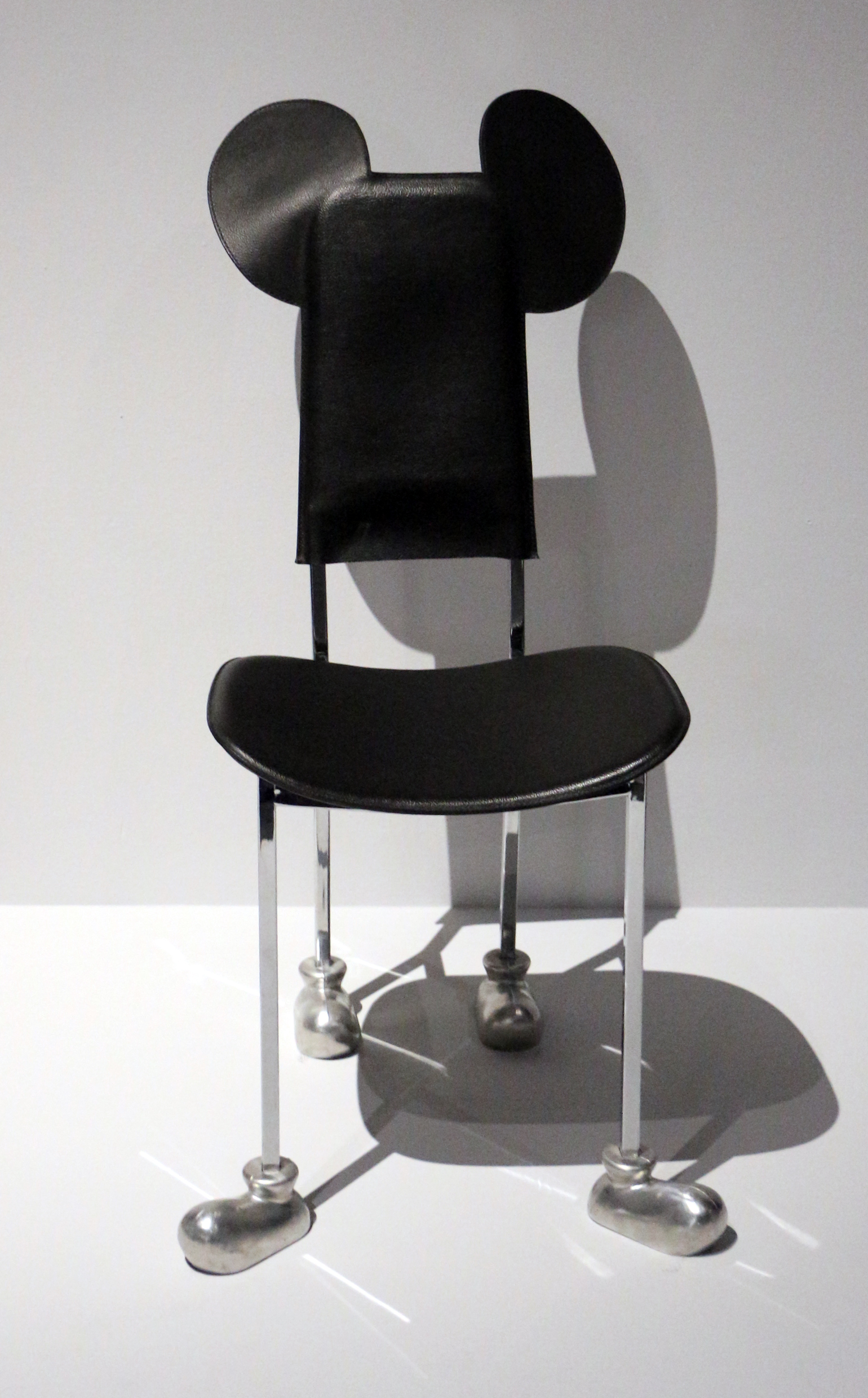
Garriris, 1987, Musée national d'art moderne, Paris

Cria o Estudo Mariscal em 1989 e colabora em diversos projectos com desenhadores e arquitectos como Arata Isozaki, Alfredo Arribas, Fernando Salas, Fernando Amat ou Pepe Cortês. Entre seus trabalhos mais destacados estão as identidades visuais para o partido socialista sueco, Socialdemokraterna; a rádio espanhola Onda Zero; o Zoo de Barcelona; a Universidade de Valência; o centro de desenho e arquitectura Lighthouse em Glasgow, o centro cultural GranShip (Japão) ou a empresa de pós-produção londrina Framestore.
Em 1995 Twipsy é eleita mascote da Expo 2000 de Hanôver. O sucesso desta mascota dará lugar à série Twipsy, na que o protagonista é um mensageiro do espaço virtual e a acção se situa em Internet. Twipsy foi vendida a mais de cem países. Também em 1995 desenha para a produtora italiana Moroso a colecção Muebles Amorosos, que inclui um dos seus móveis de maior êxito, o cadeirão Alexandra, cujas formas orgânicas e o uso que faz da cor comunicam o estilo vitalista e extrovertido que caracteriza os objectos de Marechal.
Em 2002, sua trajectória multidisciplinar culmina com o desenho integral do Grande Hotel Domine Bilbao, assomado ao Museu Guggenheim de Bilbau e a ria-a, cujo conceito criativo baseia-se em refletir a História do desenho do século XX. Mariscal cria desde os uniformes à fachada, passando pela imagem gráfica e seu lugar site. O interiorismo do GHDB fá-lo junto a Fernando Salas, quem também colaborará em Rua 54 Clube, um projecto do que faz parte Fernando Trueba e que contribui a Madri um espaço ao vivo onde actuam os mais prestigiosos músicos do jazz latino, como Bebo Valdés ou Paquito d’Rivera. Também em Madri se localiza o Hotel Porta América, do grupo Silken, um projecto no que participam os melhores estudos de arquitectura e desenho do momento. Estudo Mariscal e Fernando Salas encarregam-se do interiorismo da planta onze.
Outra mostra de sua vocação interdisciplinar é o espectáculo audiovisual Colors, estreado em Barcelona 1999 e protagonizado pelo robô Dimitri, outra das criaturas de Mariscal. O guião de Colors adaptou-o para as frequentes conferências sobre desenho que realiza por todo mundo, que mais que conferências são divertidos espectáculos de de humor e ternura.
Em 2005 faz vários objectos para a colecção infantil Me Too, de Magis, uma frutuosa colaboração que continua na actualidade. A imagem da entidade financeira espanhola Bancaja; da 32ª edição da America’s Cup, da nova marca de bolsas de Camper, Camper Forhands, bem como o interiorismo do restaurante Ikea de Vitória são alguns de seus últimos trabalhos, que segue compartilhando com sua tarefa artística. Em 2006 participou em ARCO com a escultura Crash!, uma homenagem ao desenho optimista dos anos 50 e uma forma de dizer que aquela confiança no futuro explodiu porque agora toca pensar em como fazer possível que tenha futuro.

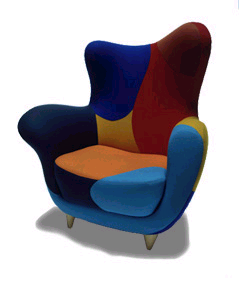
Cadeirão Alexandra, para Moroso.

Mariscal sempre conta histórias, sendo na disciplina que for. São histórias reconhecíveis, episódios narrativos e em finque poética, muitas vezes quotidianos e quase sempre com um ponto de rebeldia e de provocação. Sua boa má memória reinventa, uma e outra vez o quotidiano, o desmancha e volta a reconstruir até mostrar só a essência.
Mariscal desenhou e co-dirigiu, com o diretor vencedor do Oscar Fernando Trueba, o longa-metragem de animação hispano-britânico de 2010, Chico e Rita. O filme celebra a música e a cultura de Cuba e retrata uma história de amor tendo como pano de fundo Havana, Nova York, Las Vegas, Hollywood e Paris no final dos anos 1940 e início dos anos 1950. O filme foi indicado ao Oscar de Melhor Animação.
Ele e Trueba colaboraram pela segunda vez no filme de animação de 2023, Dispararon al pianista, baseado no desaparecimento do pianista brasileiro Francisco Tenório Júnior.

## Obras
- Mascotes:
  - 1987, Cobi
- Esculturas:
  - 1987, A Gamba

## Prêmios
Em 1999 recebe o Prêmio Nacional de Desenho que concede o Ministério da Indústria espanhol e a Fundação BCD em reconhecimento a toda uma trajectória profissional.